# Požega (Novi Pazar)
Požega (szerbül: Пожега), település Szerbiában, a Raškai körzet Novi Pazar-i községében.

## Népesség
- 1948-ban 598 lakosa volt.
- 1953-ban 746 lakosa volt.
- 1961-ben 728 lakosa volt.
- 1971-ben 503 lakosa volt.
- 1981-ben 553 lakosa volt.
- 1991-ben 981 lakosa volt.
- 2002-ben 523 lakosa volt, akik közül 522 bosnyák (99,8%) és 1 ismeretlen.